# Sveriges matematiklärarförening
Sveriges Matematiklärarförening (SMaL) är en svensk förening för lärare som undervisar matematik från förskola till högskola och som bildades i Göteborg den 28 januari 1994. SMaL är en nationell ideell intresseorganisation för matematiklärare på alla stadier. Föreningen är politiskt och religiöst obunden. Genom sin egen verksamhet och som remissinstans åt Skolverket arbetar SMaL för att utveckla matematikundervisningen.